# Élégie
L'Élégie per viola sola è una composizione di Igor' Fëdorovič Stravinskij scritta nel 1944.

## Storia
Nel 1944 il violista Germain Prévost chiese a Stravinskij di comporre un brano da dedicare alla memoria di Alphonse Onnou, fondatore e anima del Quartetto Pro Arte di Bruxelles, di cui anch'egli faceva parte. Onnou, scomparso nel 1940, era stato un fautore e instancabile diffusore di nuove musiche scritte per quartetto d'archi.
Dopo il Canto funebre del 1905 Stravinskij si dedicò spesso a composizioni in memoria di persone scomparse come le Sinfonie di strumenti a fiato del 1921 in ricordo di Claude Debussy o Ode del 1943 in memoria di Natalie Koussevitzky.. L'Élégie, di cui l'autore realizzò anche una versione per violino, è una breve composizione per viola sola scritta nel primo periodo americano di Stravinskij e fa parte del suo periodo neoclassico.
La prima esecuzione del brano avvenne in forma privata nell'abitazione di Stravinskij il 7 febbraio 1945, mentre quella ufficiale fu a Los Angeles l'11 febbraio dello stesso anno con l'interpretazione di Germain Prévost.
George Balanchine realizzò nel 1945  una coreografia sulla musica dell'Élégie; il balletto è un passo a due che fu rappresentato, con scarso successo, per la prima a volta il 5 novembre 1945 con il New York City Ballet unitamente alla versione danzata di Circus Polka.

## Analisi
L'aspetto più importante di questo lavoro, ispirato dalle Sonate per violino solo di Johann Sebastian Bach, sta in come Stravinskij sia riuscito a creare una vera trama polifonica avendo a disposizione un singolo strumento notoriamente monodico. Il compositore, utilizzando le doppie corde della viola, riesce a ottenere una struttura polifonica a due parti, realizzando in pratica la forma di una Invenzione a due voci che presenta un'esposizione iniziale e una ripresa inframmezzate da una parte fugata. Il tempo indicato è Lento per tutta la durata del brano, come d'altronde si addice al carattere intimistico del pezzo dove il compositore evita qualsiasi nota brusca o marcata.